# Giovanni Dozzini
Pour les articles homonymes, voir Dozzini.
Giovanni Dozzini, né le 1er octobre 1978 à Pérouse dans la région de l'Ombrie, est un romancier et journaliste italien.

## Biographie
Giovanni Dozzini naît en 1978 à Pérouse. Diplômé en droit, il commence à travailler comme journaliste pour le quotidien Il Giornale dell'Umbria. En 2005, il rejoint le service culture de la rédaction du quotidien Corriere dell'Umbria. En 2006, il déménage à Rome pour travailler dans le domaine de l'édition de livres. Entre 2008 et 2009, il travaille pour la maison d'édition Castelvecchi (it), avant de revenir à Pérouse. Il travaille actuellement comme journaliste indépendant pour divers journaux et magazines, tels que Nazione Indiana (it), HuffPost, Ondarock, Europa (it) ou Left. Il est également le fondateur du mensuel gratuit Luoghi Comuni.
Il publie en 2005 son premier roman, Il cinese della Piazza del pino. Après la publication de deux nouveaux romans, il signe en 2019 le roman Et Baboucar marchait devant (E Baboucar guidava la fila), qui est lauréat du prix de littérature de l'Union européenne. Ce roman évoque le sujet de l'immigration en Italie, via l'histoire de quatre jeunes demandeurs d'asile fraîchement débarqués sur le sol italien, le temps d'une virée à la plage entre Pérouse et Falconara Marittima.

## Œuvre

### Romans
- Il cinese della Piazza del pino (2005)
- L'uomo che manca (2010)
- La scelta (2016)
- E Baboucar guidava la fila (2018) Publié en français sous le titre Et Baboucar marchait devant, traduction de Marguerite Pozzoli, Arles, Actes Sud, coll. « Lettres italiennes », 2022 (Parution le 1 juin 2022)
- Qui dovevo stare (2021)

## Prix et distinctions notables
- Prix de littérature de l'Union européenne 2019 avec le roman Et Baboucar marchait devant (E Baboucar guidava la fila)[6].